# Italienischer Neorealismus
Der Italienische Neorealismus bezeichnet eine bedeutende Epoche der Filmgeschichte und der Literatur von 1943 bis etwa 1954. Der Neorealismus, auch Neorealismo oder Neoverismo genannt, entstand noch während der Zeit des italienischen Faschismus unter der Diktatur Mussolinis und wurde von italienischen Literaten, Filmautoren und Regisseuren begründet, darunter Roberto Rossellini, Luigi Zampa, Luchino Visconti, Federico Fellini, Vittorio De Sica und Michelangelo Antonioni. Der Neorealismus war eine Antwort auf den Faschismus in Italien, künstlerisch vom Poetischen Realismus Frankreichs beeinflusst, aber auch politisch durch den Marxismus motiviert. Die ersten Filme dieses Stils entstanden noch während der Zeit, in der das Land im Norden von den Deutschen und im Süden von den Alliierten besetzt war. Die Filme des Neorealismus sollten die ungeschminkte Wirklichkeit zeigen; das Leiden unter der Diktatur, Armut und Unterdrückung des einfachen Volkes.

## Geschichte
Anders als in Deutschland unter dem Nationalsozialismus hatten die Kunstschaffenden im faschistischen Italien noch relativ viel Spielraum. So konnte Filmtheoretiker Umberto Barbaro 1942 erstmals den Begriff Neorealismus in die Diskussion einbringen.
Noch 1942 drehte der portugiesische Regisseur Manoel de Oliveira mit Aniki Bóbó den ersten Film mit deutlichem Anstrich des Neorealismus, fand aber wegen der Randlage Portugals und des ausgebliebenen kommerziellen Erfolgs kaum Beachtung (der Film bekam dafür 1961 das „Ehrendiplom der II.Bewegung des Kinos für die Jugend“ in Cannes).
Im selben Jahr entstand auch das erste große Werk des Neorealismus: Besessenheit (Ossessione) (1943) von Luchino Visconti. Seinen Durchbruch erlebte der Neorealismus dann zum Ende des Zweiten Weltkriegs mit Rom, offene Stadt (Roma, città aperta) (1945) von Roberto Rossellini, der auch in Paisà 1946 die Befreiung Italiens dokumentierte.
Zu den großen Regisseuren des Neorealismus gehören Luigi Zampa In Frieden leben (Vivere in Pace) (1946), Der Abgeordnete Angelina (L’onorevole Angelina) (1947), Kritische Jahre (Anni difficili) (1948), Vittorio De Sica, der mit Schuhputzer (Sciuscià) (1946) und Fahrraddiebe (Ladri di biciclette) (1948) zwei Meisterwerke des Neorealismus schuf, weiter Giuseppe De Santis Bitterer Reis (Riso amaro) (1949), Vendetta (Non c'è pace tra gli ulivi) (1950) und Im Namen des Gesetzes (In nome della legge) von Pietro Germi (1948).
Wie Luchino Visconti den italienischen Neorealismus einleitete, so steht er auch an seinem Ende. Seine kritischen Analysen der aristokratischen Gesellschaft beziehen sich nicht auf die unmittelbare Wirklichkeit der Zeit, auch wenn Visconti diesen Zusammenhang in Sehnsucht (Senso) (1954) augenfällig machen will.
Zu den größten Autoren des Neorealismus gehören unter anderem Italo Calvino (Il sentiero dei nidi di ragno, Ultimo viene il corvo), Elio Vittorini (Conversazione in Sicilia, Uomini e no), Beppe Fenoglio (Il partigiano Johnny) und Carlo Cassola (La ragazza di Bube). Als Vorläufer gelten Carlo Bernaris Tre operai (1934) und Cesare Paveses Paesi tuoi (1941), die beide von der Zensur verboten wurden. Die Literatur des Neorealismus ist vom kulturellen Nachkriegsleben Italiens gekennzeichnet, das sich auch künstlerisch vom Faschismus befreien wollte. Viele der Autoren standen zumindest zeitweise dem Kommunismus nahe. Die Debatte, welche Funktion der Realismus und welche die Kunst ausüben sollte, sowie der Beitrag der Kunst zu der kulturellen und politischen Regeneration der Nation wurde in den wichtigsten italienischen Zeitungen und Journalen diskutiert und war ein wichtiger Teil des Neorealismus selbst.
Renato Guttusos Gemälde Crocifissione (1941) und seine Zeichnung Gott mit uns (1945) gelten als Marksteine der neorealistischen Malerei.

### Italienische Geschichte
Die italienische Filmlandschaft erlebte um die Zehnerjahre des 20. Jahrhunderts ihre erste Blüte. Im Mittelpunkt standen Historienfilme, monumentale Werke, die zwar das Etikett „Kunst“ trugen, doch ging es hauptsächlich um den Einsatz von Spezialeffekten und imposante Massenszenen (vgl. Filme wie Nerone, 1909, Die letzten Tage von Pompeji oder Quo Vadis, beide von 1913, oder Cabiria, 1914). Ebenfalls massenwirksam und erfolgreich waren sogenannte Divenfilme mit den damaligen Stars Lyda Borelli und Francesca Bertini (Assunta Spina, 1915), Melodramen, die sich auch weltweit verkaufen ließen.
1919 wurden 150 Spielfilme in Italien produziert, doch nahm nach dem Ersten Weltkrieg die Filmproduktion rapide ab. 1921 waren es nur noch um die 60 Filme, und 1930 war mit fünf Filmen die Talsohle erreicht.
Der italienische Faschismus unter dem „Duce“ Benito Mussolini hatte die Bedeutung des Kinos zunächst nicht erkannt. Weder investierte man in Propaganda-, noch in Unterhaltungsfilme. Die katholisch geprägte Zensur verbat sich zudem jede Kritik an der Regierung. Dies änderte sich in den folgenden Jahren. Neben dem Aufbau einer subventionierten Filmwirtschaft wurden 1932 die Internationalen Filmfestspiele in Venedig gegründet. Drei Jahre später folgte die Gründung des Centro Sperimentale de Cinematografia, der ersten italienischen Filmschule, die damit älter als die französische IDHEC ist.
Der Sohn des „Duce“, Vittorio Mussolini, wurde 1940 Herausgeber der Filmzeitschrift Bianco e Nero, in der sich quasi im Gegenstrom zur offiziellen Politik die Kunst intellektuell bemerkbar machen konnte (eine Besonderheit des italienischen Faschismus). Während einer Periode der Unfreiheit gab es also Nischen, in denen man frei über das Kino nachdenken konnte, worin bereits die Debatte angelegt war, die über den Faschismus hinausweisen sollte. Zur Zeit des „Kinos der weißen Telefone“, also des pompösen, eskapistischen Unterhaltungsfilms, der in der Oberschicht angesiedelt war, bildete sich eine Gegenbewegung heraus, die mit Umberto Barbaro bereits 1943 die Forderung vertrat, ein wahrhaftiges Kino zu realisieren, ein Kino, das von menschlichen Problemen handelt statt als Traumfabrik eine Kompensation für das eigene, mangelhafte Leben darzustellen.
Barbaro stellt in seinem im Bianco e Nero veröffentlichten Artikel vier Forderungen für das neu zu bildende Kino auf: „1. Nieder mit der naiven und manierierten Konventionalität, die den größten Teil unserer Produktion beherrscht. 2. Nieder mit den phantastischen oder grotesken Verfertigungen, die menschliche Gesichtspunkte und Probleme ausschließen. 3. Nieder mit jeder kalten Rekonstruktion historischer Tatsachen oder Romanbearbeitungen, wenn sie nicht von politischer Notwendigkeit bedingt ist. 4. Nieder mit jeder Rhetorik, nach der alle Italiener aus dem gleichen menschlichen Teig bestehen, gemeinsam von den gleichen edlen Gefühlen entflammt und sich gleichermaßen der Probleme des Lebens bewusst sind.“ (in: Chiellino, 1979)
Die Ablehnung von Rekonstruktion und Rhetorik bedeutete im Umkehrschluss die Schaffung eines „wahren“ und wirklichkeitsnahem Filmes, der mehr politische Aktion als filmisches Erzählen ist (ist doch jeder Film immer Teil eines dramaturgischen Regelwerks). Anders als der Nationalsozialismus in Deutschland lässt also der italienische Faschismus einen gewissen Pluralismus in der Kunst zu. Vor diesem Hintergrund entfaltet sich mit dem Neorealismus bereits während, und vehement nach Ende des Zweiten Weltkriegs, die zweite Blüte des italienischen Kinos.
Die „dritte Blüte“ ist demnach in den Autorenfilmern der 1960er Jahre Federico Fellini, Pier Paolo Pasolini und natürlich Luchino Visconti zu sehen, eine Zeit, in der auch die sog. Spaghetti-Western aufkommen und man sich auf die Wiederbelebung der Monumental-, sprich: „Sandalenfilme“ besinnt.

### Internationale Einflüsse
Die USA mit dem in den 1940er Jahren entstehenden Film Noir spielten in Italien zu der Zeit keine Rolle. Auch die erfolgreichen Melodramen wie Gone with the Wind von 1939 kamen erst knapp 20 Jahre später in die italienischen Kinos. Die großen Propagandafilme des nationalsozialistischen Deutschland waren zwar in Italien bekannt, doch dem Neorealismus ging es ja gerade darum, zu diesen Filmen einen Gegenentwurf zu liefern. Die deutschen Trümmerfilme wurden erst um 1948 in Italien einem kleinen Publikum bekannt und spielen daher für die neorealistische Entwicklung ebenfalls keine Rolle.
Anders die Filme aus Frankreich. In den 1930er Jahren entstehen in Frankreich unter den Regisseuren Marcel Carné, Jean Vigo, Jean Renoir und René Clair Filme, die eine bisher nicht gekannte Realitätsnähe bei gleichzeitiger Sozialkritik auf die Leinwände bringen. Der Mensch wird innerhalb seiner Verlorenheit und Verdammtheit bei dem Bemühen gezeigt, doch noch ein aufrechter Mensch zu sein. Filme wie Hafen im Nebel (1938, M. Carné) oder Toni (1935, Jean Renoir) zeigen Liebe, Verrat, eine ungerechte Welt voller Leid und Sorgen, sie zeigen enttäuschte Außenseiter aus dem Arbeiter- oder Soldatenmilieu, und geben wichtige Impulse für den Neorealismus. Nicht umsonst bezeichnet die Filmwissenschaft die französischen Vorreiter als Filme des „poetischen Realismus“.
Enge Verbindungen zwischen Frankreich und Italien sind auch personell auszumachen: Luchino Visconti arbeitete als Assistent von Jean Renoir in Frankreich.

## Forderungen und Merkmale
Der Neorealismus ist durch mehrere formale wie inhaltliche Neuorientierungen gekennzeichnet, die sich aus der dezidierten Gegenbewegung zum etablierten, historischen Kino verstehen und ableiten lassen.
Barbaro fordert ein Ende der konventionellen, manierierten Geschichten, die am Leben der Zuschauer vorbei erzählen; er will Geschichten im Heute verorten, statt auf Literaturverfilmungen und historische Stoffe zu setzen. Vor allem aber möchte er die Menschen in ihrer Unterschiedlichkeit behandelt sehen; da sie eben nicht „aus dem gleichen menschlichen Teig bestehen“. Gefordert wird ein völliger Neuanfang für den Film, und zwar mit Hilfe eines realistischen Filmstils.
Cesare Zavattini konkretisiert dies, indem er klare Milieuvorgaben macht: Er fordert einen „Film über Dienstboten“, die das Bürgertum demaskieren, weil sie einen Wechsel in der Perspektive bedeuten. Da, wie er überzeugt ist, ein „Kampf mit dem Bürgertum“ stattfindet, müsse dies auch im Kino widergespiegelt werden.
Zwei entscheidende Merkmale arbeitet er für den Neorealismus heraus: die geduldige Annäherung und Untersuchung des wirklichen Lebens, das völlig anders sei als die erzählten Geschichten, voller „winziger Fakten“, die alles Menschliche, Historische, Determinierte und Definitive enthielten. Es geht darum, „die Dinge, wie sie sind, fast allein sprechen zu lassen und sie so bedeutsam wie möglich werden zu lassen“. Es gibt also nichts Banales, denn in jedem Augenblick stecke ein „unerschöpfliches Bergwerk der Wirklichkeit“. Es komme nun darauf an, darin zu graben, denn nur so gewinne das Kino an sozialer Bedeutung.
Konsequenterweise bedeutet dies einen Abschied vom klassischen Helden. Dieser sei unbrauchbar, weil auch in der Realität Figuren nie völlig aufgelöst würden. Ein Held schließe den Zuschauer aus, löse in ihm Minderwertigkeitskomplexe aus; es müsse aber darum gehen, den Zuschauern klarzumachen, dass sie die „wahren Hauptfiguren des Lebens“ seien. So gesehen fordert der Neorealismus eine (sozial-)politische Aktion, die weit über das Kino-Machen hinausreicht. Grundsätzlich kennzeichnet das neorealistische Kino die Abwendung vom klassischen Hollywood-Genre-Kino (es ist ein „Gegenkino“, das im Kino stattfindet).
Gedreht wird nicht im Studio, sondern an Originalschauplätzen. Die Darsteller sind (auch) Laien, alltägliche Menschen, deren Kostüme nicht extra hergestellt werden, sondern der Lebenswelt entnommen sind. Der Neorealismus beweist seine Kunstfertigkeit in der Darstellung einfacher Leute, er hat ein klares Ziel: die Erziehung zum gesellschaftlichen Fortschritt. Die erzählte Zeit ist die unmittelbare Gegenwart, die Erzählweise offen und elliptisch. Doch in den kleinen Geschichten stecken große Tragödien, in denen es immer um Existenzielles geht: Armut, Ungerechtigkeit, das schiere Überleben. Hatte Film bisher zur Stabilisierung des gesellschaftlichen Sinnhaushalts beigetragen, so soll er nun, statt Sinn zu stiften, die Wirklichkeit auch in ihrer Zusammenhangslosigkeit erzählen, das Fragment zum Stil erheben, verworrene Gedanken zulassen. „Film soll nicht das Erleben, das sonst womöglich disparat und leer bliebe, nachträglich und gesellschaftlich funktionalisiert mit Sinn ausstatten.“ (L. Engell)

## Positionen und Einordnungen

### André Bazin: Das „Tatsachen-Bild“
Die Merkmale des Neorealismus haben wichtige Filmkritiker zur damaligen Zeit, aber auch später beschrieben und eingeordnet. André Bazin führt in seinem Hauptwerk Was ist Film? aus, wie er den Neorealismus einordnet.
Zentrales Kennzeichen des Neorealismus ist das Verhaftetsein im Zeitgeschehen. Wenn Filme des poetischen Realismus in Frankreich der 1930er Jahre sich nicht einmal innerhalb einer Zeitspanne von zehn Jahren verorten ließen, so weisen neorealistische Filme eine ziemlich präzise zeitliche Einordnung auf. Paisà von Roberto Rossellini (Italien 1946), der „Klassiker des Neorealismus“ (Jerzy Toeplitz) spielt kurz vor dem Zeitpunkt der Dreharbeiten und beschreibt die amerikanische Besatzung bzw. Befreiung Italiens im Jahr 1945. Rom, offene Stadt wurde 1945 gedreht und spielt 1944, noch zur Zeit des NS-Regimes.
Deshalb nennt Bazin die „italienischen Filme“ (der Terminus Neorealismus setzt sich erst später als Bezeichnung durch) auch „rekonstruierte Tatsachenberichte“, auch wenn das Hauptthema der Filme zeitlos ist: die Handlung ist es nicht. Der Neorealismus besitzt also einen hohen dokumentarischen Wert, da die Drehbücher so untrennbar mit der geschilderten Epoche verbunden sind. In Italien spielt die Befreiung mit ihren spezifischen gesellschaftlichen, moralischen und ökonomischen Formen und Folgen auch innerhalb der Kinolandschaft eine entscheidende Rolle, gerade in ästhetischer Hinsicht.
Der „revolutionäre Humanismus“ ist das Hauptverdienst der aktuellen italienischen Filme. Innerhalb des Films entwickeln die Figuren durch ihre Mehrschichtigkeit eine „bestürzende Wahrhaftigkeit“.
Das Rohmaterial für den Neorealismus ist laut Bazin neben der Wahrhaftigkeit des Darstellers die Aktualität des Drehbuchs.
Im Vergleich mit Orson Welles’ Citizen Kane und Paisà arbeitet Bazin zwei Konzepte von „Realismus“ heraus, die für ihn, obwohl ästhetisch und technisch unvereinbar, doch aus demselben Geist heraus geboren sind.
Paisà von Rossellini erzählt keine in sich geschlossene, zusammenhängende Geschichte, sondern liefert Wirklichkeitsfragmente in Bildern, geordnet durch ihre chronologische, ihnen innewohnende Zeit. Komplexe Handlungen werden auf kurze Fragmente reduziert; was lakonisch anmutet, ist in tiefstem Sinne realistisch, denn so funktioniert unsere Wahrnehmung: lückenhaft, wählerisch, aber, im besten Fall, das Große Ganze im Kleinen erkennend. Die Tatsachen werden im Kopf des Zuschauers zu einem logischen Zusammenhang verknüpft, springend, nicht ineinandergreifend.
„Tatsachen sind Tatsachen, unsere Vorstellungskraft benutzt sie, doch sie haben nicht a priori die Funktion, ihr zu dienen“ – im Gegensatz zur klassischen filmischen Erzählung, in der die Tatsachen zerstückelt werden und ihre Substanz verlieren.
Aus der Art, was und wie Paisà erzählt ist (wessen Sicht sich die Kamera zu eigen macht, auf wessen Seite sie steht), schlussfolgert Bazin, dass die erzählerische Einheit nicht aus einer „Einstellung“ besteht, sondern die „Tatsache“, für sich genommen mehrdeutig, nichts weiter als ein Bruchstück, aber aufgrund anderer „Tatsachen“ durch Verstandestätigkeit (Herstellen von Beziehungen zwischen „Tatsachen“) sich selbst mit Sinn erfüllt. Die Integrität der einzelnen Tatsache bleibt bestehen, als Ganzes jedoch bekommen alle einen übergeordneten Sinn. Die Leistung des Regisseurs besteht im Neorealismus also darin, die „Tatsachen“ klug auszuwählen.
So schlägt Bazin als entscheidende Leistung des Neorealismus das „Tatsachen-Bild“ vor: ein Bild, das für sich betrachtet bruchstückhaft die Bedeutung aller vorausgehenden Wirklichkeit in sich trägt, das mit anderen „Tatsachen-Bildern“ Beziehungen aufbaut, das dicht und selbständig ist.

### Gilles Deleuze: Das „Zeit-Bild“
Gilles Deleuze geht in seiner Beschreibung des Neorealismus weiter als Bazin. Ihm zufolge ist Film als einzige Kunstform in der Lage, Zeit darzustellen. Bis zum Neorealismus sei dies nur mit Hilfe des „Bewegungs-Bilds“ gelungen, anders ausgedrückt: alles, Handlung, Raum, Erzählung, Einstellung, Dramaturgie definiert sich und findet seine Grenzen in der allem zu Grunde liegenden inneren Bewegung. Das Ergebnis war eine „konstruierte Zeit“: Da der Neorealismus aber Konstruktion, Erzählung, Dramaturgie und Bewegung als unwichtig erachtet, werden Handlungs- und Raumstrukturen zerlegt. Das Fragmentarische, Bruchstückhafte tritt anstelle des Sinn stiftenden Konstrukts. Begegnungen, Stationen, Episoden führen die Kamera, Zufälle und ungewisse Verkettungen strukturieren die Erzählung. Das heißt, in der Fragmentarisierung von Raum und Handlung zeigt sich die Zerlegung der Zeit. Sie löst sich vom Raum und der Handlung, wird zur „reinen Zeit“. Im Neorealismus wird also ein Bild der Zeit möglich, das nicht über Handlung und Erwartung aufgebaut wird. Analog dazu verhält es sich mit dem Film als „Sinn-Bild. Sinnerfahrung ist damit nicht nur ein Themenschwerpunkt, sondern auch ein ästhetisches Konstrukt des Neorealismus.“ (Engell)
War bislang ein Filmbild dazu da, Handlung zu beschreiben, eine Bewegung zu zeigen, so treten nun Figuren auf, die sehen, statt handeln. Der Neorealismus verlässt die sensomotorischen Situationen (Situationen, in denen Handlung auslösend oder als Folge beschrieben werden), und an deren Stelle treten verstärkt optische Situationen: „die Figur wird gewissermaßen selbst zum Zuschauer. Sie bewegt sich vergebens, rennt vergebens und hetzt sich vergebens ab, insofern die Situation, in der sie sich befindet, in jeder Hinsicht ihre motorischen Fähigkeiten übersteigt (…). Kaum zum Eingriff in eine Handlung fähig, ist sie einer Vision ausgeliefert, wird von ihr verfolgt oder verfolgt sie selbst.“ (Deleuze)
Ossessione von Luchino Visconti gilt deshalb nicht zu Unrecht als Vorläufer des Neorealismus.
Die Lockerung der Sinnzusammenhänge sind also der Ausgangspunkt für das neue Filmbild: Ein Bild, das deshalb Zukunft hat, weil schon kleinste Unregelmäßigkeiten es vermögen, aus den Aktions-Schemata auszubrechen. „Die Krise des Aktions-Bildes führt also notwendig zum reinen optisch-akustischen Bild.“ (Deleuze)
Deleuze macht Bazin zum Vorwurf, mit dem „Tatsachenbild“ immer noch im Realen verhaftet zu sein, auf der Ebene des Materials zu argumentieren. Er nimmt für sich in Anspruch, erkannt zu haben, dass der Neorealismus darüber hinaus viel mehr in die mentale Welt, die Welt des Denkens, hineingeführt habe und dort die Verhältnisse ändere, weil er sie erweitere.
Weil durch die neuen opto-akustischen Situationen eine lückenhafte Realität dargestellt werde, die nicht mehr von Aktion, Bewegung getrieben wird; die sich nicht mehr auf die Sinnzusammenhänge durch Raum und Zeit verlässt, sondern die durch ihre fragmentarische Situationshaftigkeit als solcher sowohl die Zeit aufhebt und zur reinen Zeit werden lässt, als auch die Sinn-Struktur aufhebt, deshalb, so Deleuze, rücken Sinnaspekte „unmittelbar in eine zentrale Funktion ein“ (Engell).
Doch auch Deleuze geht von der Annahme aus, der Neorealismus verdoppele die Realität. Diese Ausgangslage jedoch, die Zavattini genauso vertrat wie Pasolini, ist ein Irrtum. Denn auch wenn im neorealistischen Film Ähnlichkeiten zur Wirklichkeit vorhanden sind, in Inhalt oder Struktur, so ist dennoch eine Grundvoraussetzung des Kinos, eben gerade nicht Wirklichkeit zu sein, auch keine verdoppelte.

## Das Ende des Neorealismus
Neorealismus in Reinkultur kann es nicht geben, da er von einem Film das Gegenteil all dessen fordert, was Film kennzeichnet. Die Loslösung jeder sinngebenden, plothaften Struktur ist unmöglich; die Wiedergabe von Realität ist unmöglich, jede Einstellung birgt in sich bereits Form, Struktur, Sinn, Kontinuität. Im Neorealismus herrscht eine Lücke zwischen Anspruch und Wirklichkeit.
Wenn Zavattini forderte, der Neorealismus solle nicht versuchen, „eine Geschichte zu erfinden, die der Realität gleicht, sondern die Realität so darstellen, als sei sie eine Geschichte“, dann liegt darin bereits der Kern des Problems. Für den Zuschauer ist es egal, ob ein Film eine Geschichte erzähle, die sich eng an die Realität bindet, oder eine Realität, die sich in die Form einer filmischen Geschichte habe pressen lassen – denn just durch das Geschichtenerzählen unterscheidet sich der Film ja von der Realität.
Historisch wird das Ende des Neorealismus begünstigt durch die Tatsache, dass die Vereinigten Staaten die Bereitstellung der Wiederaufbauhilfe nach dem Krieg davon abhängig machten, dass in Italien keine sozialistisch-kommunistische Regierung an die Macht käme. Als die Christdemokraten 1948 mit großem Vorsprung die Wahlen gewannen und mit dem Marshall-Plan 1949 auch der Dollar nach Italien floss, kam der neorealistische Film, der die Wirklichkeit kritisierte und attackierte, den Machthabern ungelegen. Man erschwerte den unabhängigen Produzenten und Filmemachern die Finanzierung „schwieriger“ Filme, in dem die Regierung eine Zentralverwaltung Film und eine Generaldirektion der Kinematografie installierte, die über die Geldprämien der Produzenten entschieden. Diese Gremien zensierten zwar keine Drehbücher, doch hing von ihrer Entscheidung die Kreditaufnahme bei den Banken ab.
Das Ende des Neorealismus hängt also einerseits mit der inhärenten Lücke zwischen Anspruch und Wirklichkeit zusammen, eine Lücke, die die Filmemacher nur während einer kurzen Ausnahmesituation in ihren Werken sinnvoll überbrücken konnten; gleichzeitig begünstigten die äußeren Umstände das klassische Erzählkino, so dass für den ohnehin kommerziell unbedeutenden Neorealismus immer weniger Raum blieb.
Für den Neorealismus gilt zusammenfassend, was der Regisseur Alberto Lattuada im Jahr 1958 äußerte: „Es war ein Kino ohne Voreingenommenheit, ein persönliches und nicht nur ein Industrieprodukt, ein Kino voll wirklichen Glaubens an die Sprache des Films, an einen Film als Waffe der Erziehung und des gesellschaftlichen Fortschritts.“

## Trivia
In dem Film La dolce vita von Federico Fellini wird die Schauspielerin Sylvia (Anita Ekberg) von einem Reporter gefragt, ob der Italienische Neorealismus tot sei. Der Übersetzer, der bislang jede triviale Frage vom Englischen ins Italienische übersetzt hatte, reicht die Frage nicht weiter, sondern antwortet nur: „Er lebt!“

## Filme
Giuseppe De Santis
- Caccia tragica (1947)
- Riso amaro (Bitterer Reis, 1949)
- Roma, ore 11 (1952)

Luchino Visconti
- Ossessione (Besessenheit, 1943)
- La terra trema (Die Erde bebt, 1948)

Roberto Rossellini
- Roma, città aperta (Rom, offene Stadt, 1945)
- Paisà (1946)
- Germania, anno zero (Deutschland im Jahre Null, 1948)

Vittorio De Sica
- Sciuscià (Schuhputzer, 1946)
- Ladri di biciclette (Fahrraddiebe, 1948)
- Umberto D. (1952)
- Il tetto (Das Dach, 1956)